# Excorallana quadricornis
Excorallana quadricornis is een pissebed uit de familie Corallanidae. De wetenschappelijke naam van de soort is voor het eerst geldig gepubliceerd in 1890 door Hansen.